# Kepler-78b
Kepler-78b is een exoplaneet in een omloopbaan rond de ster Kepler-78 in het sterrenbeeld Zwaan, op een afstand van 407 lichtjaar (123 parsec) van de Aarde. Ze werd ontdekt in 2013 en was de eerste in grootte met de Aarde vergelijkbare planeet, waarvan astronomen de massa vaststelden. De straal van Kepler-78b bedraagt 1,16 maal die van de Aarde; de dichtheid (5,5 g/cm³) is ermee vergelijkbaar. Dit wijst er op dat ze is opgebouwd uit steen en ijzer. De massa schat men in tussen 1,69 tot 1,86 maal die van de Aarde. 
Daar houden de overeenkomsten op, want de omloopbaan van Kepler-78b staat 40 maal dichter bij zijn ster dan Mercurius om de Zon draait. Dit is ver buiten het Goudlokjesgebied. Een jaar duurt er slechts 8,5 uur. De extreem korte afstand tot de moederster veroorzaakt een gloeiend heet oppervlak. De oppervlaktetemperatuur aan de dagzijde wordt op 2300 tot 3100 K geschat.
De hoge magnitude van Kepler-78 (11,5), gecombineerd met de korte omlooptijd van Kepler-78b, bood goede gelegenheid voor verder onderzoek. Een exoplaneet's massa wordt gewoonlijk ingeschat op basis van de zwaartekracht die de planeet op de moederster uitoefent; de ster vertoont hierdoor een schommelende beweging. Normaliter is de massa lastig te schatten door de zeer geringe invloed die de planeet uitoefent. De geringe afstand van Kepler-78b maakte deze afwijking echter duidelijk zichtbaar.

## Raadsel

De zwaartekracht van een planeet veroorzaakt een schommelende moederster.

Hoe Kepler-78b überhaupt kan bestaan, is een groot raadsel. Toen dit planetenstelsel zich vormde had de jonge moederster Kepler-78 grotere afmetingen dan tegenwoordig; ze zou Kepler-78b in de huidige baan hebben opgeslokt. De conclusie luidt dat de planeet elders ontstond en zich in de loop der tijd naar de ster verplaatste. Maar in dat geval zou Kepler-78b in de moederster moeten zijn gevallen. Naar verwachting verzwelgt de ster de planeet binnen 3 miljard jaar.